# نادي بيروجيا
نادي بيروجيا (بالإيطالية: A.C. Perugia Calcio)‏ نادي كرة قدم إيطالي تأسس في عام 1905. يلعب حاليا في Lega Pro Prima Divisione B.
لعب في نادي بيروجيا الكثير من اللاعبن المعروفين أمثال جنارو غاتوزو، فابيو غروسو، فابريتسيو ميكولي، ماركو ماتيراتسي، باولو روسي، فابيو ليفيراني، فابريدزيو رافانيلي، سيباستيانو روسي، جيوفاني تيديسكو، مانويلي بلازي، تراينوس ديلاس، أهن جونغ هوان، إيفان كافيدس، مارسيلو زالايتا، هيديتوشي ناكاتا، رحمن رضائي، باولو دا سيلفا، زيسيس فريزاس، كريستيان أوبودو، جهاد المنتصر، زيليكو كالاتش، ما منغيو، موللر، ميلان راباييتش، إبراهيم با.